# Bernd Hölzenbein
Bernd Hölzenbein (Dehrn (Runkel), 9 maart 1946 – 15 april 2024) was een Duits profvoetballer. Hij was onderdeel van het West-Duitse elftal dat in 1974 wereldkampioen werd in eigen land. In Nederland geniet hij vooral bekendheid vanwege zijn vermeende schwalbe in de WK-finale tegen Oranje, waarmee hij voor West-Duitsland een penalty versierde die de gelijkmaker (Paul Breitner, 1–1) opleverde.
Hölzenbein overleed na een lang ziekbed op 15 april 2024 op 78-jarige leeftijd.

## Clubcarrière
Hölzenbein was tien jaar oud toen hij ging voetballen bij het plaatselijke TuS Dehrn. Pas op zijn twintigste werd hij gekocht door Eintracht Frankfurt. Bij deze club groeide hij uit tot een van de meest succesvolle voetballers uit de geschiedenis. Hij won met Eintracht Frankfurt driemaal de DFB-Pokal (1974, 1975 en 1981) en in 1980 de UEFA Cup ten koste van Borussia Mönchengladbach. Zijn laatste wedstrijd voor Eintracht speelde hij op 2 mei 1981 in Stuttgart tegen 1. FC Kaiserslautern. Het was de bekerfinale die met 3–1 werd gewonnen.
Na 420 duels en 160 doelpunten in de Bundesliga (het aantal treffers is nog steeds een clubrecord), vertrok Hölzenbein naar Fort Lauderdale Strikers. In de Verenigde Staten werd hij een teamgenoot van oud-international Gerd Müller. Na zijn avontuur in Florida speelde Hölzenbein nog bij Memphis Americans en Baltimore Blast in de Major Indoor Soccer League. In 1985 keerde hij terug naar Duitsland, waarna de voormalig international in 1986 ging spelen voor de amateurclub FSV Salmrohr. Na enkele maanden vertrok hij naar FC Rhein Main waar Hölzenbein op 43-jarige leeftijd zijn carrière afsloot.

## Schwalbe
Hölzenbein maakte zijn debuut voor het West-Duitse elftal op 10 oktober 1973 in Hannover tegen Oostenrijk. In 1974 werd hij opgenomen in de selectie voor het WK voetbal in eigen land. Daar bereikte de linksbuiten de finale waarin Nederland de tegenstander was. Daarin maakte Wim Jansen een overtreding op Hölzenbein die West-Duitsland een penalty opleverde. De treffer van Paul Breitner zorgde tijdens het duel nauwelijks voor opwinding. Gerd Müller scoorde de 2–1 en West-Duitsland werd wereldkampioen. De discussie rondom de schwalbe kwam pas maanden later op gang. In de herfst speelde Hölzenbein een competitiewedstrijd waarin hij onderuit werd gehaald en een penalty kreeg. Na het duel stond er bij de kleedkamerdeur een journalist van Bild-Zeitung en die zei: "ik heb nu precies gezien hoe jij dat doet." Hij had het idee dat Hölzenbein de voet van de tegenstander zocht, zijn been inhaakte en zich vervolgens liet vallen. Hölzenbein glimlachte en liep door. De volgende dag lazen drie miljoen lezers van Bild-Zeitung de kop "Bernd Hölzenbein: Ich Habe Mich Fallen Lassen" (Bernd Hölzenbein: Ik heb me laten vallen). Hölzenbein eiste een rectificatie en ging in beroep bij justitie. De vleugelspits werd in het gelijk gesteld maar dit bracht de discussie pas echt op gang. Kranten gingen op de situatie in en verschillende media uit Nederland wilden ook weten wat er precies was voorgevallen tijdens de finale. Sindsdien is de discussie voor Hölzenbein nooit meer opgehouden en werd hij overal aan het voorval herinnerd.

## Erelijst
Met Eintracht Frankfurt:
- DFB-Pokal: 1973/74, 1974/75 en 1980/81
- UEFA Cup: 1979/80

Met West-Duitsland:
- Wereldkampioen: 1974